# Lotte Stevens (actrice)
Lotte Stevens (Geel, 31 maart 1993) is een Belgische actrice, zangeres en stemactrice.

## Biografie
Zij studeerde musicaltheater aan de Fontys Hogeschool in Tilburg, waar ze tevens een Master Muziektheater afrondde.
Stevens speelde in diverse musicals en reisde rond met haar eigen muziektheatervoorstelling Grote Madammen in ’t Klein. Zij speelt de rol van Flo in de televisieserie Hoodie. Medio 2021 nam ze de rol van Mega Mindy over van Free Souffriau. Sinds maart 2022 treedt ze op in de Mega Mindy Theatershow.
Sinds 15 februari 2022 maakt Stevens ook deel uit van De KetnetBand.
In respectievelijk 2022, 2023 en 2025 speelde Stevens regelmatig als een van de alternerende actrices een hoofdrol in voorstellingen van de Studio 100-musicals '40-'45 (als Marie De Bruycker), Red Star Line (als Marie Vandaele) en '14-'18 (als Anna). 

## Televisie
| Jaar      | Serie                           | Rol                       | Productiehuis        |
| --------- | ------------------------------- | ------------------------- | -------------------- |
| 2018      | Tour de Zjef (Familie-webserie) | Fleur                     | VTM                  |
| 2019-2022 | Hoodie                          | Flo                       | VRT & Hotel Hungaria |
| 2021      | Find me in Paris                | Ines (stem)               | SDI Media            |
| 2021      | Abraca                          | Lulu (stem)               | Option Media         |
| 2023      | Mega Mindy                      | Mieke Fonkel (Mega Mindy) | Studio 100           |

## Theater
| Jaar      | Productie                  | Rol                        | Productiehuis                             | Opmerkingen        |
| --------- | -------------------------- | -------------------------- | ----------------------------------------- | ------------------ |
| 2003-2004 | Sound Of Music             | Marta Von Trap             | Joop Van den Eynde theaterproducties      | Musical            |
| 2009      | Gheelamania                | Dimpna                     | Luc Stevens Producties                    | Massaspektakel     |
| 2014      | Marie Antoinette           | Rosalie                    | Historalia                                | Massaspektakel     |
| 2014-2015 | Sound Of Music             | Lies Von Trap              | Albert Verlinde Entertainment/ Music Hall | Musical            |
| 2016      | Albert 1                   | Elodie                     | Historalia                                | Massaspektakel     |
| 2016      | Theatershow Maya de Bij    | Alternate Maya De Bij      | Studio 100                                | Musical            |
| 2016      | Evita                      | Maîtresse                  | Music Hall                                | Musical            |
| 2016-2019 | Sinterklaasshow            | Maya De Bij                | Studio 100                                | Concert            |
| 2017      | Little Mermaid             | US Ariel / ensemble        | Marmelade                                 | Musical            |
| 2017-2018 | We liefden nog lang        | Lotte Stevens              | Illusoir                                  | Muziektheater      |
| 2018      | Zoo of Life                | Anouk                      | Zoo Antwerpen                             | Musical spektakel  |
| 2018      | The Rocky Horror Show      | Ensemble                   | Deep Bridge                               | Musical            |
| 2018      | Rubens                     | Hélène Fourment            | Historalia                                | Massaspektakel     |
| 2018      | Grote madammen in 't klein | Lotte Stevens              | Luc Stevens Producties                    | Muziektheater      |
| 2018      | Winterrevue                | Dansensemble               | Theatertainment                           | Revue              |
| 2019      | Geel Zomert                | Grote madammen in 't klein | Geel Zomert                               | Concert            |
| 2019      | Helmut Lotti               | Backing vocal              | Piet Roelen                               | Concert            |
| 2019      | Paul Michiels              | backing vocal              | TTT Artist                                | Concert            |
| 2019      | Nodigt uit                 | Lotte Stevens              | CC De Werft Geel                          | Concert            |
| 2021      | Kleine Helden              | Lotte Stevens              | Stad Geel & Vzw Te Gek!?                  | Voorstellen single |
| 2022-2023 | Mega Mindy Theatershow     | Mieke Fonkel/Mega Mindy    | Studio 100                                | Theater            |
| 2022      | '40-'45                    | Marie                      | Studio 100                                | Musical            |
| 2023      | Red Star Line              | Marie                      | Studio 100                                | Musical            |
| 2023-2024 | Studio 100 Sing Along      | Mega Mindy                 | Studio 100                                |                    |
| 2024      | Jeanne d'Arc               | Jeanne d'Arc               | Historalia                                | Musical            |
| 2024-2025 | Peter Pan                  | Tinkerbel                  | Deep Bridge                               | Musical            |
| 2025      | '14-'18                    | Anna                       | Studio 100                                | Musical            |